# 神奈川県道210号浦賀港久里浜停車場線
神奈川県道210号浦賀港久里浜停車場線（かながわけんどう210ごう うらがこうくりはまていしゃじょうせん）は、神奈川県横須賀市南東部を走る一般県道である。西浦賀町の浦賀港から、横須賀線の終着駅となる久里浜駅までを結んでいる。

## 概要
起点から南西へ進み、掘割などで丘陵部を抜けて久里浜の平地へ出る。夫婦橋で平作川を渡ると国道134号・神奈川県道211号久里浜港久里浜停車場線と合流、両道路との重複区間となり、平作川右岸を進んで終点に至る。起点から夫婦橋まで片側1車線、そこから終点までは片側2車線となっている。

### 路線データ
- 起点：横須賀市西浦賀町（浦賀港交番前、神奈川県道208号浦賀港線交点）
- 終点：横須賀市久里浜1丁目（久里浜町1丁目、横須賀線久里浜駅前）
- 延長：2.0km
- Google マップ

## 地理
丘陵部を抜ける部分は周辺に住宅団地が造成されており、住宅地となっている。また、南東側には陸上自衛隊久里浜駐屯地が広がる。久里浜町内では市街地の辺縁部を通過しており、京急久里浜駅近くでは京急久里浜線の高架橋をくぐる。

### 通過する自治体
- 神奈川県
  - 横須賀市